# Polling in Tirol
Polling in Tirol je obec v Rakousku ve spolkové zemi Tyrolsko v okrese Innsbruck-venkov. V obci žije přibližně 1 300 obyvatel.

## Poloha
Obec leží v Oberinntalu mezi obcemi Zirl a Telfs asi 20 kilometrů východně od Innsbrucku. Obec sahá od údolní oblasti Innu přes Pollingberg (860 m n. m.) až po oblast Flaurlinger Joch v nadmořské výšce 2211 metrů.

### Složení obce
Na katastrálním území obce jsou dvě obce (v závorce jsou uvedeny počty obyvatel k 1. lednu 2022)
- Polling in Tirol (1099)
- Pollingberg (201)

### Sousední obce
Sousedními obcemi jsou obec Flaurling, Hatting a Pettnau.

## Historie
První písemná zmínka o obci je z roku 763 jako Pollinga jako součásti klášterního kostela svatého Petra ve Scharnitzu diecéze Freising. Obec byla založena na několika náplavových kuželech potoků vtékajících do Innu. Statek Pollingbergs je datován do vrcholného středověku, kdy vesnicí vedla solná stezka z Hall in Tyrol na západ.

## Znak
Blason: v zeleném poli šikmo vlevo položené břevno cimbuřové střídavé oboustranné.
Břevno symbolizuje řeku Inn, z níž byla zemědělská půda vyrvána pomocí arků. V Tyrolsku se stavby na ochranu břehů Innu nazývaly arky. Byly to srubové velké bedny z kmenů stromů zasypány kameny a snažily se tak vzdorovat síle řeky.